# (20696) Torresduarte
(20696) Torresduarte (1999 VJ95) – planetoida z pasa głównego asteroid okrążająca Słońce w ciągu 5,62 lat w średniej odległości 3,16 j.a. Odkryta 9 listopada 1999 roku.